# 1990 K리그 드래프트

## 일시
- 신인선수 선발(드래프트 실시) - 1989년 11월 7일

- 총 114명의 희망자 중, 34명이 지명됨.

## 특징
- 당시 드래프트는 작년 리그 성적에 역순하여 신인 지명권을 획득하였다. 따라서 1989 시즌 최하위였던 현대 호랑이는 1순위를 2명 지명할 수 있었고 나머지 팀들은 각각 1명의 1순위만 지명 가능했다. 반면, 1989 시즌 우승팀인 유공 코끼리는 2순위를 2명 지명 할 수 있었다.

- 1988 K리그 드래프트와 1989 K리그 드래프트에서 시행되었던 연고지명제는 1990년 드래프트에서 폐지되었다. (나중에 또 부활함)

- 기존의 드래프트 1순위, 2순위 지명시 지급되던 계약금이 4천만 원 및 3천만 원에서 각기 1천만 원, 5백만 원씩 삭감된 1순위 3천만 원, 2순위 2천 5백만 원의 계약금을 받았고 이에 대한 반발이 거셌다.

## 지명 결과
| 구단            | 1차선발        | 2차선발 | 3차선발 | 4차선발 이후                               |
| --------------- | -------------- | ------- | ------- | ------------------------------------------ |
| 현대 호랑이     | 송주석, 김현석 | 김영철  |         | 이재인, 김철, 곽민권, 김병관, 박일, 김청훈 |
| 일화 천마       | 이상윤         |         |         |                                            |
| 포항제철 아톰즈 | 이영상         | 이원철  | 남시진  | 백기홍, 권형정, 곽용구                     |
| 대우 로얄즈     | 박희탁         | 이기호  | 김용호  | 하석주, 유수상                             |
| 럭키금성 황소   | 김상진         | 박정배  | 김상훈  | 신우식, 박상춘, 김상원                     |
| 유공 코끼리     | 허기태         | 김상문  | 박헌균  | 김상화, 이동원, 박형우, 김종필             |